# Adrian Baraniecki

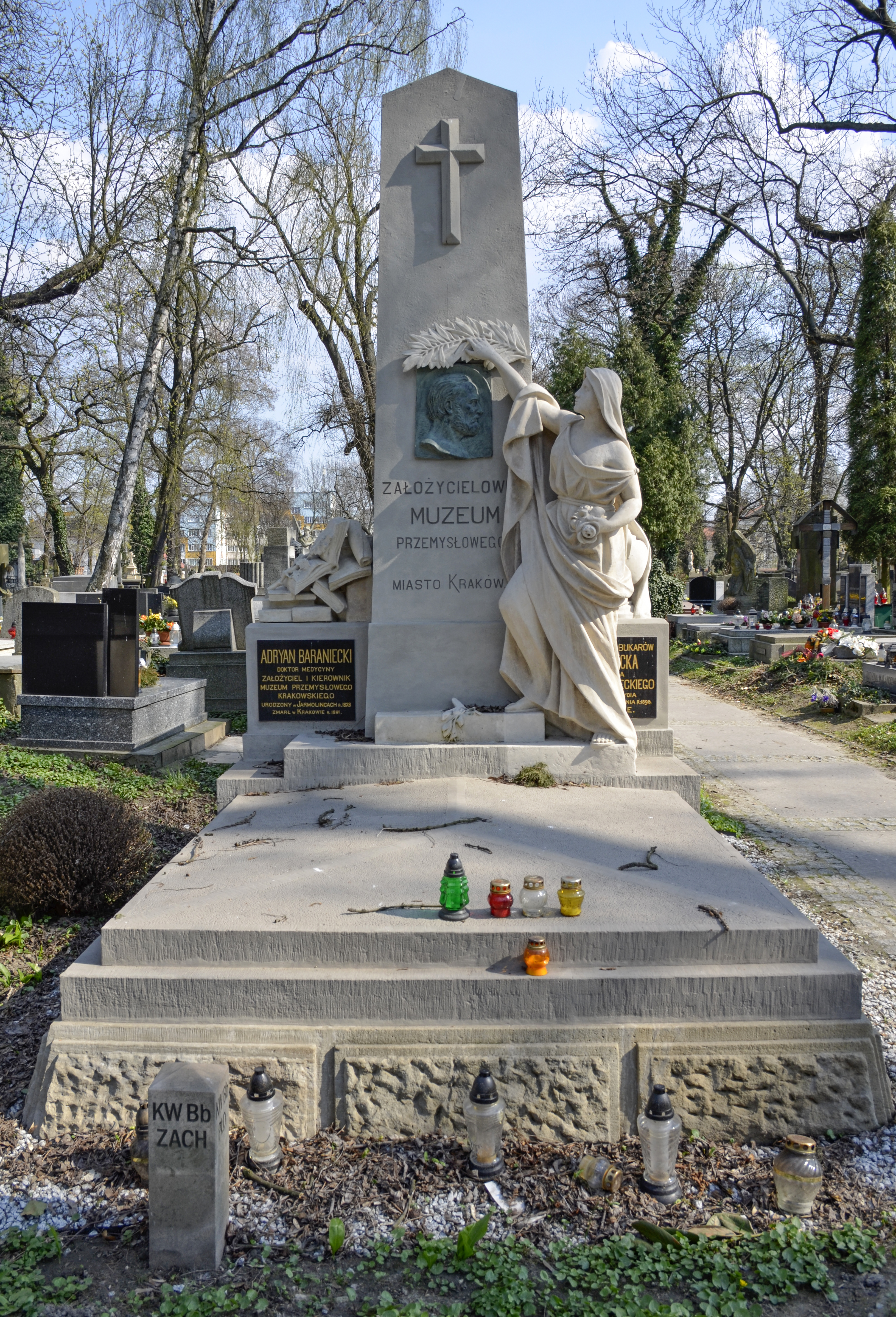
Grób Adriana Baranieckiego na cmentarzu Rakowickim w Krakowie

Adrian Baraniecki (ur. 4 listopada 1828 w Jarmolińcach, zm. 15 października 1891 w Krakowie) – polski lekarz, działacz społeczny, członek honorowy Towarzystwa Muzeum Narodowego Polskiego w Rapperswilu od 1891 roku, założyciel Wyższych Kursów dla Kobiet.

## Życiorys
Syn  Tomasza Baranieckiego – absolwent studiów medycznych w Kijowie, Moskwie (tu w 1854 uzyskał doktorat) oraz we Francji w Paryżu. Współzałożyciel w 1858 Towarzystwa Paryskiego Lekarzy Polskich. Według innego źródła w 1858 roku był współzałożycielem Towarzystwa Podolskiego Lekarzy Polskich). Po powrocie do kraju osiadł w rodzinnych Jarmolińcach. Podczas powstania styczniowego w 1863 roku był członkiem organizacji „Białych” czyli Komitetu Gubernialnego Podolskiego. Po upadku powstania, zagrożony aresztowaniem wyjechał najpierw do Lwowa, potem do Francji i Anglii.

Powrócił do kraju w 1868, na stałe zamieszkał w Krakowie gdzie na własny koszt utworzył Muzeum Techniczno-Przemysłowe i został jego dyrektorem. Eksponaty do muzeum zbierał będąc jeszcze za granicą. Podarował miastu ok. 5 tysięcy egzemplarzy okazów związanych z przemysłem, techniką i rolnictwem. Według innego źródła 2 tysiące egzemplarzy. Po jego śmierci część przedmiotów trafiła do powstającego w Krakowie Muzeum Etnograficznego, stanowiąc jego zalążek.
Od 1868 organizował Wyższe Kursy dla Kobiet, które były pierwszą formą kształcenia na poziomie uniwersyteckim, dostępnego dla kobiet, po śmierci Baranieckiego nazwane jego imieniem(Baraneum). Wyprzedzał swoją epokę w myśleniu o kształceniu kobiet. Jak sam mówił:

W kształceniu istotnym kobiet ukochałem przyszłość mego kraju.

Dla młodzieży organizował kursy handlowe, a w niedzielnych bezpłatnych wykładach mogli brać udział rzemieślnicy.

W 1879 został członkiem Akademii Umiejętności, w 1869 był inicjatorem pierwszego ogólnopolskiego zjazdu lekarzy polskich i przyrodników. Autor prac z zakresu statystyki lekarskiej i antropologii.
Zmarł 15 października 1891 w Krakowie. Został pochowany na cmentarzu Rakowickim w Krakowie w kwaterze Bb w narożniku północno-zachodnim. Uczennice złożyły na grobie wieniec laurowy z napisem: "Na wiekowych nieszczęść niwie, Tyś siał światło – Niezapomnianemu założycielowi i dyrektorowi kursów wyższych dla kobiet – uczennice". Na grobowcu znajduje się medalion dłuta Jana Tombińskiego. 

## Publikacje
- Notice sur le petit-lait en général et en particulier sur les bains de petit-lait en Bessarabiem, Librairie Adrien Delahaye, Paris 1858 r[7].
- Program topografii lekarskiej przyjęty przez Towarzystwo Lekarskie Podolskie za osnowę swych badań topograficznych, drukarnia Kornela Pillera, Lwów 1861 r[8].
- O stowarzyszeniach lekarskich prowincjonalnych ,Lwów 1861 r[9].
- O Janie Smerze mniemanym lekarzu polskim:(rozprawa czytana na posiedzeniu Tow. Lek. Podolskiego dnia 15 (27) października 1860 r.) Wydano w Drukarni S. Orgelbranda, Warszawa 1862 r[10].
- O materyałach do topografii i statystyki lekarskiéj Podola w Drukarni Jozafata Ohryzko, Petersburg 1862 r[11].
- Wykłady publiczne, Kraków 1870 r[12].
- Wyższy Zakład Naukowy dla kobiet przy Muzeum Techniczno-Przemysłowem Krakowskiem, Kraków 1881 r[13].

## Upamiętnienie
- Jest patronem ulicy w Krakowie w Dzielnicy VII Zwierzyniec[3];
- W Domu Towarzystwa Lekarskiego Krakowskiego znajduje się pamiątkowa tablica poświęcona Baranieckiemu[4];
- W 2013 roku w  Muzeum Inżynierii Miejskiej w Krakowie odbyła się wystawa „Zapomniane muzeum: Adrian Baraniecki i Muzeum Techniczno-Przemysłowe 1868-1950”[4].